# Pseudonus squamiceps
Pseudonus squamiceps is een straalvinnige vissensoort uit de familie van naaldvissen (Bythitidae). De wetenschappelijke naam van de soort is voor het eerst geldig gepubliceerd in 1907 door Lloyd.